# شهرستان دالسئونگ
شهرستان دالسئونگ (به لاتین: Dalseong County) یک منطقهٔ مسکونی در کره جنوبی است که در دئگو واقع شده‌است. شهرستان دالسئونگ ۴۲۷٫۰۳ کیلومتر مربع مساحت و ۲۳۰٬۰٬۰۰۲٬۰۱۷ نفر جمعیت دارد.